# Puigdàlber
Puigdàlber è un comune spagnolo di 347 abitanti situato nella comunità autonoma della Catalogna.